# Wolfgang Ohler
Wolfgang Ohler (* 30. März 1943 in Zweibrücken) ist ein pensionierter deutscher Richter, der nebenberuflich und auch im Ruhestand als Schriftsteller tätig war und ist. Er schreibt sowohl in der Hochsprache als auch im Pfälzer Dialekt. Ohler ist verheiratet und hat einen Sohn, den Romanautor Norman Ohler, sowie eine Tochter.

## Ausbildung und Beruf
Ohler studierte Rechtswissenschaft in Tübingen und Saarbrücken, wo er auch promovierte. Bis zu seiner Pensionierung war er Richter am Oberlandesgericht in Zweibrücken, ab 1995 als Vorsitzender des 1. Senats und zuletzt als Vizepräsident des Gerichts.

## Politik
Ohler trat 1971 der SPD bei und war vor allem bis 1976 bei den Jungsozialisten aktiv. Mit der Übernahme in den Richterdienst reduzierte Ohler seine politischen Aktivitäten und war seitdem nur noch im Parteischiedsgericht des SPD-Unterbezirks tätig. Im Jahr 1999 trat er dann jedoch für die SPD bei der Oberbürgermeisterwahl in Zweibrücken gegen den CDU-Kandidaten Jürgen Lambert an, dem er in der Stichwahl unterlag. Für die SPD saß er bis 2019 im Stadtrat von Zweibrücken.

## Literarische Laufbahn
Mit literarischen Werken machte Ohler ab den 1980er Jahren auf sich aufmerksam. Seine Themen stammen teilweise aus dem beruflichen Umfeld, wobei er auch soziale Aspekte wie Migrationsprobleme oder Jugendkriminalität einbezieht. Sein zweites Betätigungsfeld ist seine Heimatregion, mit deren Geschichte und Dialekt er sich befasst. Von 1989 bis 1998 war er Geschäftsführer des Literarischen Vereins der Pfalz. Seit 1993 ist Ohler zusammen mit Michael Dillinger Sprecher der Jury des Sickinger Mundartdichter-Wettstreits. Mit Dillinger ist er auch Inhaber des Echo Verlags in Zweibrücken.

## Werke

### Bücher
Neben zahlreichen Anthologiebeiträgen hat Ohler u. a. folgende Bücher geschrieben:
- Das Auge der Amsel. Roman. Zweibrücken 1990.
- Der Schönbildseher. Ein Kaleidoskop. Zweibrücken 1992.
- Der blaue Hut. Kurzprosa und Lyrik. cjm-Verlag, Speyer 1994.
- Der König von Laputa. Linkshändige Geschichten. Verlag Gollenstein, Blieskastel 1994.
- Der rote Fiedler auf dem Zauberberg. New York-Essay. Zweibrücken 1995.
- Doppelkopf. Kriminalerzählung. Verlag Gollenstein, Blieskastel 1996.
- Magermilch und Rock’n Roll. Erinnerungen. Zweibrücken 1997.
- De schenschde Daa im Lewe. Mundartgeschichten. Zweibrücken 1998.
- Carlemanns Gold oder der Schnittpunkt der Parallelen. Roman. Verlag Gollenstein, Blieskastel 2000.
- mit Michael Dillinger: Geschichten aus dem blauen Hut. Texte einer Lesung. Zweibrücken 2001.
- Eine Kamera erinnert sich. Schnappschüsse und Rückblenden. Zweibrücken 2002.
- Das große und das kleine Glück in Texas. Erinnerungen an eine Kriegsgefangenschaft. Zweibrücken 2005.
- Todfreunde, der Mann, der aus dem Mond fiel oder der Leser als Mörder. Kriminalerzählung der anderen Art. Rhein-Mosel-Verlag, Zell/Mosel 2007, ISBN 978-3-89801-216-4.
- Der Himmel ist blau, das Wetter ist schön. Eine Schulzeit nach dem Krieg. Zweibrücken 2008.
- Hin geht die Zeit, her kommt der Tod. Kriminalroman. Zweibrücken 2012.
- Mein irisches lyrisches Tagebuch. Gedichte. Zweibrücken 2012.
- Freihännisch dorchs Lewe. Mundartgeschichten. Rheinpfalz Verlag, 2013.
- Blindschuss. Kriminalroman. Verlag Gollenstein, Blieskastel 2015.
- Die Träumer von Struthof. Erzählung und mehr. Rhein-Mosel-Verlag, Zell/Mosel 2016.
- Ruhe sanft, Mr. Marlowe! –  Mein großes Krimi-Lesebuch. Echo Verlag Zweibrücken 2021, ISBN 978-3-924255-39-8.[1]

### Hörspiel-CDs
- mit Beate Pfeiffer: Weinkrimis zum Schmunzeln. Kurzkrimis zum Thema Wein. Grünwald 2004.
- mit Beate Pfeiffer: Duftkrimis zum Schmunzeln. Kurzkrimis zum Thema Duft. Grünwald 2006.

### Hörspiel
- Bube, Dame, König, Mord. Kriminalspiel, 2007, SWR4.

### Bühnenstücke
- Herzöge und andere Narren. Historische Komödie, Uraufführung 1999.
- Wer hat Elvis umgebracht? Kriminalkomödie, Uraufführung 2001.
- Bube, Dame, König, Mord. Kriminalspiel, Uraufführung 2003.
- Die prophetischen Hühner des Schorsch Gaubatz. Mundartkomödie, Uraufführung 2011.
- Freispruch!. Uraufführung 2015

## Auszeichnungen
Als Mundartautor gewann Ohler bedeutende Preise, so bei den Wettbewerben in Bockenheim 1994, 1995 und 2004 (in diesem Jahr belegte er den 1. Rang) sowie in Dannstadt (1996). Außerdem erhielt er folgende Auszeichnungen:
- 1978 Eduard-Martin-Preis der Universität des Saarlandes
- 1997 Preis der Literaturzeitschrift „Ort der Augen“
- 1996 Literaturpreis des Landes Sachsen-Anhalt
- 2001 Theaterpreis der Stadt Frankenthal
- 2002 Kunstpreis Toto-Lotto des Landes Rheinland-Pfalz
- 2003 Theaterpreis der Stadt Frankenthal
- 2016 Pfalzpreis für Literatur (Lebenswerkpreis)

## Mitgliedschaft
- Literarischer Verein der Pfalz
- Verband deutscher Schriftsteller (VS)
- Literatenvereinigung Bosener Gruppe
- Syndikat, Autorengruppe deutschsprachiger Kriminalliteratur